# Четврта египатска династија
Четврта египатска династија древног Египта карактеристична је по златним годинама Старог краљевства. Трајала је од 2613. године п. н. е. до 2498. године п. н. е.

## Владари
Фараони четврте династије укључује владаре који су најпознатији градитељи пирамида, симболи обележја распознања културе Старог Египта.

### Снефру
Снефру је био оснивач династије.

### Кеопс
Кеопс (грч. Χέωψ, Куфу или Хнум-Кхуфу - у значењу „штити га Хнум") је био други фараон династије, син Снефруа и краљице Хетеферес I, чија је гробница опљачкана још за време Кеопсовог живота. Био је брат Кефрена и Микерина. Египтом је владо од 2589. до 2566. године пре нове ере.
Кеопсова пирамида са 2.250.000 камених блокова, грађена 20 година, најпознатија је египатска гробница.

### Кефрен
Кефрен („Изгледа као Ра“, „Устани Ра“) је Египтом владао од 2558. до 2532. године пре нове ере.
Сахрањен је у својој пирамиди коју чува Кефренова сфинга.